# VRML
VRML ali jezik za modeliranje navidezne resničnosti (angleško Virtual Reality Modelling Language) je metoda prikazovanja trirazsežnih podob na spletnih straneh. VRML je platformsko neodvisen programski jezik, ki ustvari prizor navidezne resničnosti, skozi katerega se lahko uporabniki »sprehajajo« in sledijo povezavam, podobno kot pri »običajni« spletni strani. V nekaterih kontekstih lahko VRML nadomesti konvencionalne računalniške vmesnike z ikonami, meniji, datotekami in mapami.